# Космос-1535
Космос-1535 је један од преко 2400 совјетских вјештачких сателита лансираних у оквиру програма Космос.
Космос-1535 је лансиран са космодрома Плесецк, СССР, 2. фебруара 1984. Ракета-носач Космос је поставила сателит у орбиту око планете Земље. Маса сателита при лансирању је износила 810 килограма. Космос-1535 је био војни навигациони сателит.